# Frank McHugh
Francis Curray McHugh (ur. 23 maja 1898 w Homestead, zm. 11 września 1981 w Greenwich) – amerykański aktor filmowy i telewizyjny.

## Filmografia
- 1930: Patrol bohaterów jako Flaherty
- 1932: The Crowd Roars jako Spud Connors
- 1933: Gabinet figur woskowych jako Skippy
- 1933: Nocne motyle jako Francis
- 1934: Nadchodzi Navy jako Droopy
- 1936: Na celowniku mafii jako Herman McCloskey
- 1937: Mr. Dodd szaleje jako 'Sniffer' Sears
- 1937: Alarm na morzu jako 'Lucky' Jones
- 1938: Cztery córki jako Ben Crowley
- 1939: Burzliwe lata dwudzieste jako Danny Green
- 1939: Cztery żony jako Ben Crowley
- 1940: Złoto dla Południa jako pan Upjohn
- 1941: Wysokie napięcie jako Omaha
- 1941: Poprzez noc jako Barney
- 1944: Idąc moją drogą jako ojciec Timothy O’Dowd
- 1949: Mighty Joe Young jako Windy
- 1954: Nie ma jak show jako Eddie Dugan
- 1959: Say One for Me jako Jim Dugan
- 1967: Łatwo przyszło, łatwo poszło jako kapitan Jack